# Arieta Corrêa
Arieta Emília Salles Corrêa (Botucatu, 18 de março de 1977) é uma atriz brasileira.

## Biografia e carreira
Arietha Corrêa nasceu na cidade de Botucatu, interior do estado de São Paulo.
Presente em mais de 20 montagens, é formada pelo Centro de Pesquisa Teatral (CPT) de Antunes Filho, com quem trabalhou durante seis anos. Com Antunes Filho, Arieta atuou em espetáculos como Medeia e Prêt-à-Porter 6.
Sob a direção de Felipe Hirsch, Arieta esteve em O Avarento, montagem elogiadíssima que marcou a última aparição cênica do ator Paulo Autran.
Na televisão, esteve nas novelas Explode Coração e O Rei do Gado e nas minisséries Labirinto e A Casa das Sete Mulheres.
No cinema participou de filmes como Otávio e as Letras, de Marcelo Masagão, e Um Homem Qualquer de Caio Vecchio.
Em 2008, Arieta esteve em cartaz com Leonardo Medeiros na peça Não Sobre o Amor, e retornou à televisão para participar de um dos episódios do seriado Casos e Acasos, da Rede Globo. No ano seguinte participou do seriado Tudo Novo de Novo, também exibido pela TV Globo. No mesmo ano, integra o elenco da novela Viver a Vida. No ano seguinte, a atriz esteve nas telas dos cinemas no filme Como Esquecer, dirigido por Malu de Martino e protagonizado por Ana Paula Arósio.
Em 2011, fez uma participação especial na telenovela Insensato Coração. Ainda em 2011, esteve no elenco do filme VIPs. Em 2014, participou da série A Teia, e, em 2019, voltou às novelas em Amor de Mãe.

### Vida pessoal
Em dezembro de 2008, a atriz casou-se com o ator Rodrigo Veronese, com quem tem um filho, Gael. Após três meses de casamento, ela e Rodrigo se separaram.

## Filmografia

### Televisão
| Ano  | Título                    | Papel                         | Notas |
| ---- | ------------------------- | ----------------------------- | --- |
| 1995 | História de Amor          | Flávia                        | Episódio: "4 de setembro" |
| 1995 | Explode Coração           | Jeannie Rocker                | |
| 1996 | O Rei do Gado             | Maria Francisca (Chiquita)    | |
| 1997 | Você Decide               | Janine                        | Episódio: "Na Sombra do Passado" |
| 1998 | Você Decide               |                               | Episódio: "Ato Covarde" |
| 1998 | Você Decide               | Monique                       | Episódio: "O Escândalo" |
| 1998 | Labirinto                 | Rosemary                      | |
| 1999 | Suave Veneno              | Assaltante                    | participação |
| 2003 | A Casa das Sete Mulheres  | Bárbara                       | |
| 2008 | Casos e Acasos            | Sara Lee                      | Episódio: "A Entrevista e o Cachorro" |
| 2008 | 9mm: São Paulo            | Eliana Mesquita               | |
| 2009 | Tudo Novo de Novo         | Ruth                          | |
| 2009 | Viver a Vida              | Laura                         | Episódios: "19 de novembro–11 de janeiro"                                                                                                   |
| 2011 | Insensato Coração         | Darcy                         | Episódios: "10–17 de maio" |
| 2011 | Força-Tarefa              | Dalva                         | Episódio: "8 de dezembro" |
| 2013 | Vitrola                   | Maria Elise Gonçalves (Elise) | Telefilme |
| 2014 | A Teia                    | Letícia                       | |
| 2017 | A Vida Secreta dos Casais | Marta                         | Episódio: "Todo mundo tem uma vida secreta. Ou mais de uma..." Episódio: "Uma parede cheia de fotos" Episódio: "Nem pra você eu conto tudo" |
| 2019 | Psi                       | Letícia                       | Episódio: "Até que o Crime os Separe: Parte 1"                                                                                              |
| 2019 | Amor de Mãe               | Leila Moreira dos Santos      | |
| 2025 | Vale Tudo                 | Drª Ana                       | |

### Cinema
| Ano  | Título                | Personagem      |
| ---- | --------------------- | --------------- |
| 2005 | Senhorita Helena      | Helena          |
| 2007 | Otávio e as Letras    | Clara           |
| 2009 | Um Homem Qualquer     | Clarissa        |
| 2010 | Como Esquecer         | Helena          |
| 2011 | VIPs                  | Sandra          |
| 2019 | 45 Dias sem Você      | Manoela         |
| 2019 | Carcereiros - O filme | Delegada Mendes |

## Teatro
Diálogos das Carmelitas, Georges Bernanos, direção de Laerte Morrone;
Tropicália, Sivaldo Camargo, direção de Silvado Camargo;
Banana Split, Deismar Cardoso, direção de Deismar Cardoso;
A Bela e a Fera, Irmãos Grimm, direção de Nona Barbot;
Soul 4, Manuel Dias, direção de Luís Salem;
Ventriloquist, Gerald Thomas, direção Gerald Thomas;
Uma Tragédia Rave, Gerald Thomas, direção de Gerald Thomas;
Noturno 5 Para Van Gogh, Jhon Vaz, direção de Jhon Vaz;
Pret-A-Porter 5, Arieta Corrêa e CPT, direção de Antunes Filho;
Pret-A-Porter 6, Arieta Corrêa e CPT, direção de Antunes Filho;
Pret-A-Porter 7, Arieta Corrêa e CPT, direção de Antunes Filho;
Pret-A-Porter 8, Arieta Corrêa e CPT, direção de Antunes Filho;
Pret-A-Porter 9, Arieta Corrêa e CPT, direção de Antunes Filho;
Medeia, Eurípides, direção de Antunes Filho;
Medeia 2, Eurípides, direção de Antunes Filho;
O Canto de Gregório, Paulo Santoro, direção de Antunes Filho;
Antígona, Sófocles, direção de Antunes Filho;
Foi Carmem Miranda, Antunes Filho, direção de Antunes Filho;
Musicoterapia, Experimental CPT, direção de Antunes Filho;
O Avarento, Molièr, direção de Felipe Hirsch;
Não Sobre o Amor, Viktor Shklovsky,  direção de Felipe Hirsch;
A Volta ao Lar, Harold Pinter, direção de Bruce Gomlevsky;
Holher Mumem, Arieta Corrêa, Arieta Corrêa e João Lorenzon;
A Senhora de Dubuque, Edward Albee, direção de Leonardo Medeiros;
Tribos, Nina Rainer, Ulysses Cruz;